# エリオット・H・リーブ
エリオット・H・リーブ（英語: Elliott Hershel Lieb、1932年7月31日 - ）は、アメリカ合衆国の数学者・物理学者である。プリンストン大学の数学およびヒギンズ物理学名誉教授。統計力学、凝縮系物理学、関数解析などの分野で専門家として知られている。物理学と数学の両方で400以上の論文を発表しており、多作な著者である。マサチューセッツ州ボストン出身。

## 略歴
- 1953年 マサチューセッツ工科大学（MIT） 卒業
- 1956年 バーミンガム大学 博士（数理物理学）
- 1956–1957年 京都大学 基礎物理学研究所 フルブライトフェロー
- 1957–1958年 イリノイ大学アーバナ・シャンペーン校 リサーチ・アソシエイト
- 1958–1960年 コーネル大学 リサーチ・アソシエイト
- 1960–1963年 IBMトーマス・J・ワトソン研究所 研究員
- 1961–1962年 フォーラー・ベイ・カレッジ 応用数学上級客員講師
- 1963–1966年 イェシーバー大学 物理学准教授
- 1966–1968年 ノースイースタン大学 物理学教授
- 1968–1973年 MIT 応用数学教授
- 1973–1975年 MIT 数学および物理学教授
- 1975–2017年 プリンストン大学 数学およびヒギンズ物理学教授
- 1978–1979年 京都大学 数理解析研究所 訪問滞在研究者
- 2017年– プリンストン大学 数学およびヒギンズ物理学名誉教授

## 業績
主に多体系の物理学における業績を通して、物理学、化学、量子情報科学における数理的な研究の基盤を確立し、数学の解析学の発展にも大きく貢献した。現代科学においてこれほど広範かつ基礎的な貢献をした研究者は稀有であろうと言われている。
この世界の多くの現象は量子力学によって理解可能となる。リーブの研究の一つの中心は、量子多体系、すなわち、量子力学に従う数多くの要素からなる系の数学的に厳密な解析である。多くの要素からなる系は、多彩な振る舞いを示し、実り多い数理的な研究の土壌となっている。私たちの身の回りの物質は数多くの原子核と電子の集まりである。しかし、これら無数の極微の粒子が互いに引き合って「潰れて」しまわず安定な物質として存在することは実は自明ではなく、多体系の量子力学を駆使して初めて理解される。リーブは長年にわたり「物質の安定性」の問題を研究し、深く豊かな理論を創り上げた。この研究は、リーブ-ティリング不等式と呼ばれる解析学の成果にもつながる。これ以外にも解析学では多くの不等式を証明、改良しており、純粋数学の観点からも高く評価されている。
リーブの量子多体系における研究には、量子化学計算において重要な密度汎関数法の数学的な基礎付け、磁性相互作用の起源の解明、量子スピン系でのさまざまな基本的な結果の証明と解析手法の確立、「量子物質のトポロジカル相」の雛形を与えたAKLTスピン模型の提唱、多体ボース系の基底状態の解析など、枚挙にいとまがない。リーブの量子系での研究成果は、量子コンピュータや量子暗号など次世代技術の基盤となる量子情報理論とも深く関わっている。中でも、リーブが純粋に数学的な興味から証明した量子エントロピーの強劣加法性は、長い年月の後に量子情報理論の基礎となり、現在、この分野の教科書に必ず登場する。
物質の示す相転移や熱力学的性質を解明する統計力学の分野でもリーブの貢献は本質的である。氷を模した2次元モデルの厳密解は、統計力学における可解模型の初期の代表例となり、また、残余エントロピーを持つ物質の理論研究の規範となった。
体論にも影響を与えた。リーブは、統計力学の基本的な原理である熱力学第二法則の数学的な解釈を与えるために、エントロピーの概念を拡張し、熱力学的な過程におけるエントロピーの変化を定量的に評価する方法を提案した。この研究は、量子系や無限次元系など、従来の熱力学では扱えなかったような場合にも適用可能である。
リーブは、物理学と数学の両方で400以上の論文を発表しており、多作な著者である。彼の著書『The Stability of Matter: From Atoms to Stars』は、彼の代表的な業績をまとめたものである。また、彼は多くの若手研究者を指導し、その多くが現在も活躍している。

## 日本との関係
リーブは、1956年から1957年にかけて、フルブライト奨学生として京都大学基礎物理学研究所に滞在した。このとき、日本の物理学者である荒木不二男や朝永振一郎と交流した。リーブは、その後も日本の数理物理学の発展に貢献し、1978年から1979年にかけては、京都大学の数理解析研究所に訪問滞在研究者として再び来日した。リーブは、日本の数理物理学者と多くの共著論文を発表しており、日本との関係は深い。

## 受賞歴
- 1978年 - ハイネマン賞数理物理学部門
- 1992年 - マックス・プランク・メダル
- 1998年 - ボルツマン賞
- 2001年 - ショック賞数学部門
- 2003年 - ポアンカレ賞
- 2021年 - エルヴィン・シュレーディンガー数理物理学研究所メダル
- 2022年 - アメリカ物理学会メダル
- 2022年 - ガウス賞
- 2022年 - ICTPのディラック・メダル
- 2023年 - 京都賞基礎科学部門